# Деревянка (станция)
Деревя́нка — железнодорожная станция в Деревянкском сельском поселении Прионежского района Республики Карелия. Входит в состав Петрозаводского отделения Октябрьской железной дороги. По основному характеру работы является промежуточной, по объёму выполняемых перевозок отнесена в 3 классу.
Электрифицирована переменным током напряжения 25 киловольт в 2005 году в составе участка Медвежья гора — Токари.

## Общие сведения
Станция построена в 1916 (по данным справочника «Железнодорожные станции СССР») либо 1917 (по данным сайта Единой сетевой разметки) при прокладке Олонецкой железной дороги.
На станции 2 главных и 7 боковых путей, уложенных парком-трапецией, пересекаемых одной из улиц посёлка Деревянка. Действует вокзал.
На станции осуществляются:
- Продажа билетов на все пассажирские поезда. Приём и выдача багажа.
- Приём и выдача грузов повагонными и мелкими отправками, загружаемых целыми вагонами, только на подъездных путях и местах необщего пользования.

Соседние остановочные пункты: Пяжиева Сельга и пл. 379 км.

## Движение
Пригородное сообщение представлено 1 парой пригородных электропоездов 6373/6374, следующих по направлению «Свирь — Петрозаводск», а также электричка «Кондопога — Ладва».
Дальнее следование представлено поездами:
| № поезда | Маршрут движения               | № поезда | Маршрут движения               |
| -------- | ------------------------------ | -------- | ------------------------------ |
| 11       | Петрозаводск — Санкт-Петербург | 12       | Санкт-Петербург — Петрозаводск |
| 91       | Мурманск — Москва              | 92       | Москва — Мурманск              |